# Brian Basset
Brian Basset (* 30. November 1957 in Norwalk, Connecticut) ist ein US-amerikanischer Comiczeichner.
Brian Basset war bereits zur High-School-Zeit und an der Ohio State University als Karikaturist an der Studentenzeitung aktiv. 1978 kam er zur Tageszeitung The Seattle Times, wo er zunächst als Karikaturist arbeitete. 1984 startete der Comicstrip Adam (später Adam@Home) um den Hausmann Adam Newman mit Frau und Kindern, der autobiografisch gefärbt sein soll. 2009 gab er den Strip an den Zeichner Rob Harrell ab.
2000 begann sein eher kindlich orientierter Comicstrip Red and Rover über einen Jungen mit seinem Hund. Dieser Strip wurde lizenziert und erschien bald in 200 Tageszeitungen. 2012 wurde er hierfür mit dem Reuben-Division-Award im Segment der Zeitungs-Comicstrips ausgezeichnet.